# Bò Armoricaine
Bò Armoricaine, còn gọi với tên Bò Armorican là một giống bò nhà có nguy cơ tuyệt chủng của Pháp. Nó có nguồn gốc ở Brittany trong thế kỷ XIX. Giống bò này có một bộ lông màu đỏ với những mảng đốm màu trắng, và có sừng ngắn.

## Lịch sử
Bò Armoricaine được tạo ra trong thế kỷ XIX bởi việc lai giống bò địa phương Froment du Léon và giống bò hiện nay đã tuyệt chủng - Bò Pie Rouge de Carhaix giống với giống bò nhập khẩu Durham (bây giờ được gọi là Shorthorn) có nguồn gốc từ Vương quốc Anh. Một cuốn sách về giống bò này được viết vào năm 1919,và tên giống Armoricaine được đưa vào sử dụng vào năm 1923.
Giống bò Armoricaine được sử dụng lai với các giống bò Meuse-Rhine-Issel và Bò Rotbunt, trong việc tạo ra giống bò Pie Rouge des Plaines trong những năm 1960. Nó trở nên hiếm hoi: nó được FAO liệt kê là "cực kỳ nguy cấp" vào năm 2007.:136 Năm 2005, số lượng giống này được ước tính vào khoảng 240 cá thể, và năm 2014 là 263 cá thể.

## Ngoại hình
Giống bò này có bộ lông màu đỏ, với một số đốm, mảng màu trắng. Sừng ngắn. Bò nặng khoảng 650 kg, và có chiều dài khoảng 138 cm tính từ các vai.

## Sử dụng
Armoricaine là giống bò có mục đích kép, và có thể được nuôi với mục đích sản sinh cả thịt và sữa. Bò sản xuất khoảng 4500 lít sữa trong thời gian cho con bú dài khoảng 305 ngày. Con bê phát triển nhanh chóng, và những con vật trưởng thành cũng được vỗ béo nhanh chóng.